# Гладенбах
Гладенбах (нім. Gladenbach) — місто в Німеччині, знаходиться в землі Гессен. Підпорядковується адміністративному округу Гіссен. Входить до складу району Марбург-Біденкопф.
Площа — 72,28 км2. Населення становить 12 285 ос. (станом на 31 грудня 2020).